# 時の重なる女
『時の重なる女』（ときのかさなるおんな、La doppia ora）は2009年のイタリアのサスペンス映画。ジュゼッペ・カポトンディ監督の劇映画デビュー作で、出演はクセニア・ラパポルトとフィリッポ・ティーミなど。
ホテルで客室係として働く女性が、デートクラブで出会った元刑事と意気投合して運命の恋に落ちたことをきっかけに意外な方向に物語が展開していくミステリアスなサスペンス劇で、通常の映画話法の常識を打ち破った掟破りとも言える異色作である。
2009年9月10日に第66回ヴェネツィア国際映画祭において初上映され、主演のラパポルトが同映画祭の女優賞を受賞している。
日本では2010年4月30日と同年5月3日にイタリア映画祭2010で『重なりあう時』のタイトルで上映された後、2012年8月4日から三大映画祭週間2012で一般公開された。

## ストーリー
スロベニア出身の女性ソニアはイタリア人の父を頼ってイタリアにやって来るが、父とその新しい家族に馴染めず、父の金品を持ち出して家出し、今はホテルの客室係として働きながら、孤独に生きている。そんなソニアはある夜、デートクラブでグイドという元刑事と出会い、2人は恋に落ちる。今は警備員として働くグイドはソニアを自分が警備を担当している豪邸に招き入れるが、そこに覆面強盗が現れ、絵画などを盗み出す。グイドとソニアは拘束されるが、強盗団の頭目と見られる男がソニアに手を出したことからグイドと男がもみ合いになり、グイドは男の持っていた銃で撃たれて死ぬ。ソニアはグイドの身体を貫通した弾丸が頭部をかすめたものの一命を取り留める。
しばらくして仕事に復帰したソニアだったが事件当時の記憶があやふやになっているばかりか、グイドの幻に悩まされるようになる。頭部に異常はないと診断されるものの、ソニアはグイドの存在をリアルに感じるようになる。そんなソニアをグイドの親友だった刑事ダンテは怪しむ。実はソニアは強盗団の仲間であり、グイドを撃った男リッカルドの恋人だったのだ。ある日、ソニアの職場の同僚で唯一の友人だったマルゲリータが痴情のもつれから投身自殺する。葬儀の場でマルゲリータの名前ではなく、自分の名前が読み上げられたことで取り乱したソニアを、ホテルの常連客でかねてよりソニアに言い寄っていたブルーノが車で連れ帰る。すると、ブルーノはソニアに薬を飲ませて自由を奪うと森の中に連れ込み、生きたまま土中に埋める。ところがソニアはすぐにグイドによって助け出される。
グイドの姿に叫び声を挙げたソニアが気がつくと、そこは病院のベッドの上で、グイドが見守っていた。実は、グイドは撃たれたものの肉を貫通しただけの軽傷で、貫通した弾丸が頭をかすめたソニアが3日間も昏睡状態にあったのだ。退院したソニアはグイドと事件前のように付き合い出す。グイドは、ソニアを怪しむ親友ダンテの忠告を無視して、ソニアとの結婚を考えるようになる。ところが、ソニアと出会ったデートクラブの主催者から、実はソニアが最初からグイド目当てでクラブに入ったことを聞かされ、グイドはようやく全てを察する。その夜、グイドは何も言わず、ただ激しくソニアと愛し合う。グイドが自分の正体に気付いていることを察したソニアは、翌日、グイドに「マルゲリータに会いに行く」と嘘をついてリッカルドと落ち合う。グイドはソニアを尾行し、リッカルドと2人でいるところを目撃する。2人の会話を盗み聞きしたグイドはダンテに電話をするが、結局、何も通報しないままソニアを見送る。そんなグイドとソニアの視線が交わる。複雑な想いのまま、ソニアはリッカルドとブエノスアイレスに高飛びする。残されたグイドは以前のようにデートクラブに参加する。ソニアは、夢の中でグイドと2人で写っていた写真と同じ場所で、リッカルドと2人で写真に収まる。

## キャスト
- ソニア: クセニア・ラパポルト - ホテルの客室係。
- グイド: フィリッポ・ティーミ - 元刑事の警備員。
- マルゲリータ: アントニア・トゥルッポ（イタリア語版） - ソニアの同僚で唯一の友人。
- リッカルド: ガエターノ・ブルーノ（イタリア語版） - 強盗団の頭目。グイドを撃った男。
- ブルーノ: ファウスト・ルッソ・アレシ（イタリア語版） - ホテルの常連客。
- ダンテ: ミケーレ・ディ・マウロ（イタリア語版） - グイドの親友の刑事。

## 作品の評価
Rotten Tomatoesによれば、67件の評論のうち高評価は82%にあたる55件で、平均点は10点満点中7.1点、批評家の一致した見解は「豊かな雰囲気と巧妙な語り口で、『時の重なる女』は観客に終始推理させ続ける楽しいパズルである。」となっている。
Metacriticによれば、24件の評論のうち、高評価は18件、賛否混在は6件、低評価はなく、平均点は100点満点中72点となっている。